# فوساريجيا

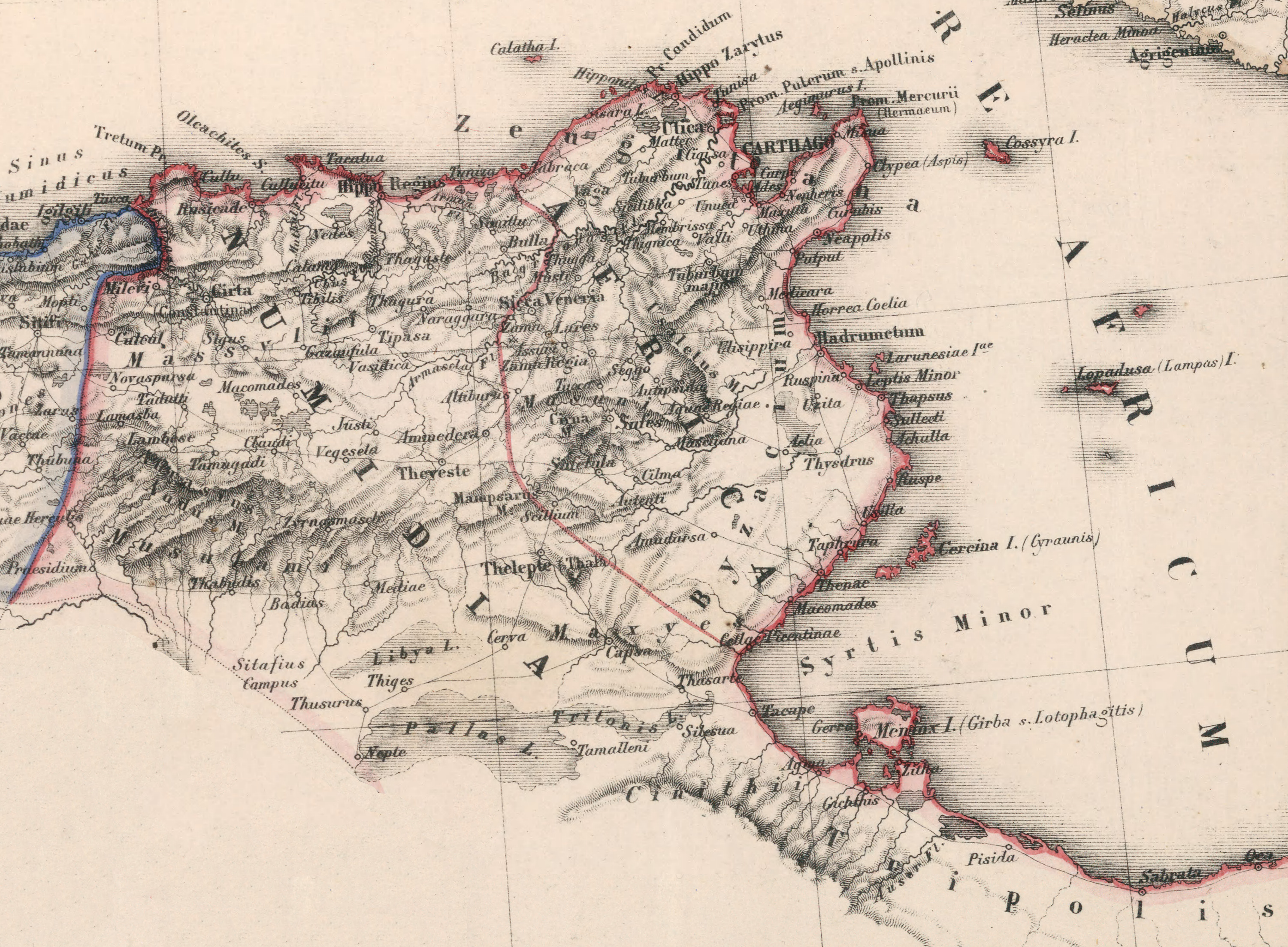
خارطة الأراضي الرومانية بإفريقية وحاجز فوساريجيا الإداري

فوساريجيا (باللاتينية: fossa Regia) أو خندق سكيبيو (باللاتينية: Fossia Scipionis) هو خندق حفره الرومان بإفريقيا الشمالية، كجزء من الخطوط الدفاعية الرومانية لرسم حد إداري بين الأراضي الرومانية والأراضي النوميدية.

## التاريخ
تمّ حفر الخندق سنة 146 ق.م من قبل رجال القائد الروماني سكيبيو، وذلك بعد سقوط قرطاج البونقية، في الحرب البونيقية الثالثة. 

## جغرافية
```
تفيد المصادر المكتوبة بأن هذا الخندق يمرّ بعدّة مدن رومانية تتطابق مع مدن تونسية حالية، إذ ينطلق من الواد الكبير في منطة 
طبرقة
 الشمالية، مرورا بمدينة 
دقة
 ثمّ 
جبل زغوان
 شرقا وصولا إلى مدينة 
طينة
 الرومانية التي توجد أطلالها جنوب صفاقس.
[
1
]
```

و توحي العلامات الحدودية المكتشفة أن ذلك الخط الحدودي كان يمر على الأرجح غرب باجة و تستور و جنوب عين فرنة وهنشير الصوار. و يترك خارج الولاية الرومانية كلا من دقة و هنشير جامة وقصر اللمسة وهنشير كراشون. كما اتضح أخيرا أنه يتطابق تقريبا مع الحد الطبيعي الذي يفصل عبر السباخ (الكلبية وسيدي الهاني والشريطة) بين إقليم الساحل (بيزاسيوم) من جهة وإقليمي قمونية وقمودة من جهة ثانية.